# 陳氏娥 (阮朝)
陳氏娥（越南语：／；1832年5月20日—1911年10月26日），越南阮朝瑞太王阮福洪依的府妾。
陳氏娥生於明命十三年四月二十二日（1932年5月20日），後成為建瑞公阮福洪依的府妾。維新五年九月五日（1911年10月26日），陳氏娥去世，壽80歲，贈為夫人，諡端淑（越南语：／）。